# Sigurd Svensson
Sigurd Svensson   (Vadsbro, 27 de setembre de 1912 - Estocolm, 13 de gener de 1969) va ser un genet i militar suec que va competir durant la dècada de 1940.
El 1948 va prendre part en els Jocs Olímpics d'Estiu de Londres, on va disputar dues proves del programa d'hípica amb el cavall Dust. En el concurs complet per equips va guanyar la medalla de plata, mentre en el concurs complet individual fou quinzè.